# Conferencia Mundial sobre el Clima
Las Conferencias Mundiales sobre el Clima son una serie de reuniones internacionales, organizadas por la Organización Meteorológica Mundial (OMM), sobre cuestiones climáticas globales, principalmente el calentamiento global, además de la investigación y el pronóstico del clima.

## Conferencias

### 1979
La Primera Conferencia Mundial sobre el Clima se celebró del 12 al 23 de febrero de 1979 en Ginebra y fue patrocinada por la OMM. Fue una de las primeras reuniones internacionales importantes sobre el cambio climático.
Esencialmente una conferencia científica, asistieron científicos de una amplia gama de disciplinas. Además de las sesiones plenarias principales, la conferencia organizó cuatro grupos de trabajo para analizar datos climáticos, la identificación de temas climáticos, estudios de impacto integrado e investigación sobre la variabilidad y el cambio climático. La Conferencia condujo al establecimiento del Programa Mundial sobre el Clima y el Programa Mundial de Investigación sobre el Clima. También condujo a la creación del Panel Intergubernamental sobre el Cambio Climático (IPCC) por la OMM y el PNUMA en 1988.

### 1990
La Segunda Conferencia sobre el Clima se celebró del 29 de octubre al 7 de noviembre de 1990, nuevamente en Ginebra. Fue un paso importante hacia un tratado climático global y algo más político que la primera conferencia.
La tarea principal de la conferencia fue revisar el programa mundial de investigación climática establecido por la primera conferencia. El primer informe de evaluación del IPCC se completó a tiempo para esta conferencia. Los científicos y expertos en tecnología en la conferencia emitieron una fuerte declaración destacando el riesgo del cambio climático. 
La conferencia emitió una Declaración Ministerial después de una dura negociación sobre una serie de temas difíciles; la declaración decepcionó a muchos de los científicos participantes así como a algunos observadores porque no ofrecía un alto nivel de compromiso. Eventualmente, sin embargo, los acontecimientos en la conferencia llevaron al establecimiento de la Convención Marco de las Naciones Unidas sobre el Cambio Climático (CMNUCC), de la cual forma parte el Protocolo de Kioto, y al establecimiento del Sistema Global de Observación del Clima (SMOC), un sistema de observación de sistemas para el clima y observaciones relacionadas con el clima.

### 2009
La Conferencia Mundial sobre el Clima-3 (WCC-3) se celebró en Ginebra, Suiza, del 31 de agosto al 4 de septiembre de 2009. Su atención se centró en las predicciones climáticas y la información para la toma de decisiones en escalas de tiempo estacionales a multidecenales. El objetivo era crear un marco global que vinculara los avances científicos en estas predicciones climáticas y las necesidades de sus usuarios en la toma de decisiones para hacer frente mejor a las condiciones cambiantes. Entre los usuarios clave de las predicciones climáticas se encuentran los productores de alimentos, los administradores del agua, los desarrolladores y administradores de la energía, los trabajadores de la salud pública, los planificadores nacionales, los administradores del turismo y otros, así como la sociedad en general. Los participantes en WCC-3 incluyeron a estos usuarios, así como a proveedores de servicios climáticos y responsables de políticas de alto nivel. La Conferencia también tuvo como objetivo aumentar el compromiso y los avances en las observaciones y el monitoreo del clima para brindar mejor información y servicios climáticos en todo el mundo que mejorarán la seguridad y el bienestar públicos.
Los resultados de WCC-3 también pretendían contribuir al logro de los Objetivos de Desarrollo del Milenio de las Naciones Unidas y objetivos climáticos más amplios de la ONU, incluido el Marco de Acción de Hyogo para la Reducción del Riesgo de Desastres. 
El tema de la conferencia complementó el trabajo global en curso para ayudar a las sociedades a adaptarse al cambio climático en línea con el Plan de Acción de Bali, especialmente el Programa de Trabajo de Nairobi. Los resultados formaron parte de los aportes de la OMM a la reunión de la COP-15 de la CMNUCC de 2009 para la mitigación del cambio climático en Copenhague en diciembre posterior a la WCC-3.